# یوری فالین
یوری فالین (روسی: Юрий Павлович Фалин؛ ۲ آوریل ۱۹۳۷ – ۳ نوامبر ۲۰۰۳) بازیکن فوتبال اهل اتحاد جماهیر شوروی سوسیالیستی بود.
از باشگاه‌هایی که در آن بازی کرده‌است می‌توان به باشگاه فوتبال شینیک یاروسلاول، باشگاه فوتبال غیرت، باشگاه فوتبال تورپدو مسکو، و باشگاه فوتبال اسپارتاک مسکو اشاره کرد.
وی همچنین در تیم ملی فوتبال شوروی بازی کرده‌است.